# Уокер, Джо Луис
Луис Джозеф Уокер-младший (англ. Louis Joseph Walker Jr., известный как Джо Луис Уокер (англ. Joe Louis Walker); 25 декабря 1949, Сан-Франциско, Калифорния — 30 апреля 2025, Покипси, Нью-Йорк) — американский блюзовый гитарист, вокалист и автор песен. Номинант премии Грэмми в номинации «Лучший альбом современного блюза» (2016). Шестикратный лауреат Blues Music Awards в номинациях «Исполнитель современного блюза» (1988, 2016), «Группа года» (1996), «Альбом года» (2010), «Альбом современного блюза» (2016), «Альбом акустического блюза» (2019), 53-кратный номинант Blues Music Awards в категориях «Песня года» (1987, 1989, 1996, 1998, 2010, 2020), «Альбом года» (2000, 2010, 2019), «Альбом блюз-рока» (2016), «Gibson Guitar Award» (2013), «Исполнитель современного блюза» (1987—1989, 1991, 1995, 1996—2000, 2003, 2004, 2010—2013, 2015), «Альбом современного блюза» (1987, 1988, 1991, 1996, 1998—2000, 2003, 2010, 2015), «Блюзовый вокалист» (1991), «Блюзовый гитарист» (1991, 1996—2000, 2003, 2010, 2011), «Артист года/Премия Би Би Кинга» (1991, 1999, 2011, 2013), «Группа года» (1991, 1998, 2000), Член Зала славы блюза (2013). Джо Луис Уокер «сыграл важную роль в сохранении блюза живым и актуальным в современную эпоху, постоянно раздвигая границы, но оставаясь верным корням жанра. Его уникальное сочетание блюза, госпела, джаза и рока повлияло на целое поколение музыкантов и расширило аудиторию блюзовой музыки».

## Биография
Луис Джозеф Уокер-младший родился в Сан-Франциско в 1949 году. Выходец из музыкальной семьи, — его отец, родившийся в Миссисипи играл на фортепиано, а мать, родом из Арканзаса была любительницей блюза, — Уокер с восьми лет учился играть на гитаре. Среди музыкантов, оказавших на него влияние в раннем возрасте Ти Боун Уокер, Би Би Кинг, Мид Лукс Льюис, Амос Милбурн, и Пит Джонсон. Также он с детства пел госпел в церкви, которую посещала его бабушка и как сам впоследствии утверждал, что никогда не отходил от ритма госпела и госпел служит основной темой для всей его музыки.
К 14 годам он стал профессионалом, получив профсоюзный билет и получил известность на музыкальной сцене Bay Area, испытав влияние многих музыкантов, особенно певцов. В их числе Уилсон Пикетт, Джеймс Браун, Бобби Уомак и Отис Реддинг. В 16 лет он уже стал штатным гитаристом в знаменитом музыкальном клубе Сан-Франциско The Matrix и с этого времение и в течение 1970-х он выступал с такими звёздами блюза и джаза, как Джон Ли Хукер, Джей Джей Мэлоун, Бадди Майлз, Отис Раш, Телониус Монк, The Soul Stirrers, Вилли Диксон, Чарли Масселуайт, Стив Миллер, Ник Лоу, Мейолл, Джон Мейолл, Эрл Хукер, Мадди Уотерс и Джими Хендрикс. «Музыкальная сцена Сан-Франциско быстро превращалась в плавильный котел блюза, джаза и психоделического рока, и Уокер был прямо в его центре. Это открытое окружение объясняет лёгкость, с которой Уокер смешивает блюз, рок, госпел, джаз и кантри, создавая впечатление, что стен между жанрами никогда не существовало».
В 1968 году он подружился с Майком Блумфилдом с кем он затем делил квартиру в течение многих лет, и дружил вплоть до трагической смерти Блумфилда в 1981 году.
В 1975 году Уокер прервал карьеру блюзового музыканта, поступил в Университет Сан-Франциско, получив там степени в музыке и английском языке. В это время Уокер регулярно выступал в составе госпел-группы The Spiritual Corinthians Gospel Quartet. После выступления в 1985 году на престижном New Orleans Jazz & Heritage Festival, Уокер решил вернуться в блюз, создал группу The Bosstalkers и подписал контракт с HighTone Records. С помощью известного продюсера Брюса Бромберга, он записал и выпустил в 1986 году свой дебютный альбом Cold Is The Night, после чего начал гастроли по всему миру, в промежутках между гастролями записав ещё два студийных альбома и выпустив два концертных альбома на HighTone Records.
После долгого сотрудничества с HighTone, Уокер подписал контракт с дочерними подразделениями Polygram Verve/Gitanes. Его первым из многих релизов Polygram стал Blues Survivor, выпущенный в 1993 году. На нём была представлена эклектичная музыка, которая объединила многие из стилей: госпел, джаз, соул, фанк и рок с блюзовой чувственностью Уокера. В 1993 году Уокер записался в альбоме Blues Summit Би Би Кинга, который был удостоен премии Грэмми. Одним из треков в альбоме был дуэт Би Би Кинга с Уокером в песне авторства Уокера «Everybody’s Had the Blues». За этим последовал концертный DVD-релиз, включающий еще один дуэт с Би Би Кингом «T-Bone Shuffle».
В 1994 году вышел альбом JLW, с участием таких гостей, как Джеймс Коттон, Брэнфорд Марсалис и духовая секция группы Tower of Power. В этот период насыщенный гастрольный график Уокера включал множество выступлений на мировых музыкальных фестивалях (North Sea Jazz, Джазовый фестиваль в Монтрё, фестивали в Гластонбери, Сан-Франциско, Монтеррее, Байрон-Бей, Russian River Jazz, Австралии, Норвегии, Швейцарии и естественно New Orleans Jazz & Heritage). В то же время Уокер появлялся на многочисленных телевизионных шоу, выступал на инаугурации Джорджа Буша-младшего, введении Би Би Кинга в Центр исполнительских искусств имени Джона Ф. Кеннеди с участием Билла Клинтона и Хиллари Клинтон. В 1996 году Уокер играл на гитаре в альбоме Джеймса Коттона Deep in the Blues, получившем премию Грэмми в номинации «Лучший традиционный блюзовый альбом».
В 1997 году вышел альбом Уокера Great Guitars, в котором в качестве гостей отметилась целая плеяда музыкантов: Бонни Райт, Бадди Гай, Тадж Махал, Кларенс «Гейтмут» Браун, Отис Раш, Скотти Мур, Роберт Локвуд-младший, Мэтт «Гитара» Мерфи, Стив Кроппер, Tower of Power и Айк Тернер.
Шестой альбом на PolyGram под названием Silvertone Blues вышел в 1999 году, после чего до 2008 года Уокер выпускал альбомы для различных лейблов. В 2008 и 2009 Укоер выпустил два альбома на Stony Plain Records, второй из которых Between A Rock and The Blues собрал пять номинаций на Blues Music Awards. В 2012 и 2014 годах Уокер выпустил два альбома на Alligator Records с участием известного продюсера Тома Хэмбриджа.
В 2013 году Джо Луис Уокер был введён в Зал славы блюза.
Последний по состоянию на 2024 год альбом Уокер выпустил в 2023 году под названием Weight of the World. Он «демонстрирует богатое сочетание музыкальных стилей, направляемое мощным вокалом и гитарной работой Уокера, и изобилующее духовыми инструментами, струнными, органом и губной гармошкой. Альбом дышит душой ветерана-исполнителя, который десятилетиями учился улавливать дух блюза, но таким образом, что заменяет традиционные для блюза трагичные ноты на голос фанка, госпела и праздника» ht.
Любимые гитары Джо Луис Уокера — это различные модификации гитар производства Zemaitis Guitars (Zemaitis Pearl Front, Zemaitis Metal Front «ZV», Zemaitis Greco BGW22, Zemaitis Flying V).
The New York Times отзывается о музыканте, как: «Уокер — певец с голосом, похожим на Кадиллак. Он исполняет деловой, смелый блюз. Его гитарные соло быстрые, жилистые и острые, стоны блюзового отчаяния».
Chicago Tribune писала: «Его игра свирепа. Его соло крутятся всё более бешено с такими яростными мелизмами, которые мог бы создать Джими Хендрикс».
«Его всегда изобретательная игра на гитаре нота в ноту соответствует его пылкому вокалу. От угрожающего, хард-рокового электрического блюза до прохладного мемфисского фанка, от R&B рейв-апов до воскресного утреннего госпела, блюз Уокера — яростный и необузданный, авантюрный и весёлый — продолжает определять жанр».
Billboard написал, что его игра «разносится по всей карте [мира]… блюз из закусочных, радостный госпел, перегруженный рок в стиле Rolling Stones и щемящий R&B. Игра Уокера на гитаре прекрасна и яростна».
Скончался 30 апреля 2025 года в возрасте 75 лет от сердечного заболевания в Покипси, штат Нью-Йорк.

## Дискография

### Альбомы
- Weight of the World (Forty Below Records, 2023)
- Eclectic Electric (Cleopatra Records, 2021)
- Blues Comin' On (HighTone Records, 2020)
- Viva Las Vegas Live (Cleopatra Records, 2019)
- Journeys to the Heart of the Blues (Alligator Records/V2, 2018)
- Everybody Wants a Piece (Provogue, 2015)
- Hornet’s Nest (Alligator Records, 2014)
- Hellfire (Alligator Records, 2012)
- Between A Rock and The Blues (Stony Plain Music, 2009)
- Witness to the Blues (Stony Plain Music, 2008)
- Playin' Dirty (JSP, 2006)
- New Direction (Provogue, 2004)
- Ridin' High (HighTone, 2003)
- She’s My Money Maker (JSP, 2002/03)
- Guitar Brothers (JSP Records, 2002)
- Pasa Tiempo (Evidence Music, 2002)
- In the Morning (Telarc, 2002)
- Silvertone Blues (Polydor/Polygram, 1999)
- Preacher and the President (Verve, 1998)
- Great Guitars (Polydor/Polygram, 1997)
- Blues of the Month Club (Polydor/Polygram, 1995)
- JLW (Polydor/Polygram, 1994)
- Blues Survivor (Polydor/Polygram, 1993)
- Live at Slim’s, Volume Two (HighTone, 1992)
- Live at Slim’s, Volume One (HighTone, 1991)
- Blue Soul (HighTone, 1989)
- The Gift (HighTone, 1988)
- Cold Is the Night (HighTone, 1986)

### DVDs
- Live At 'On Broadway' (Blues Express, 2001)
- Joe Louis Walker in Concert (inakustik, 2003)
- Viva Las Vegas Live (DVD plus CD; Cleopatra Blues, 2019)